# Na pomoc!
Na pomoc! (ang. Help!) – brytyjski film fabularny nakręcony w 1965. Główne role odegrali w nim członkowie zespołu The Beatles – John Lennon, Paul McCartney, George Harrison i Ringo Starr.
Ścieżka dźwiękowa do filmu została nagrana jako album pt. Help!